# El Aguajito (södra Sinaloa kommun)
El Aguajito är en ort i Mexiko.   Den ligger i kommunen Sinaloa och delstaten Sinaloa, i den västra delen av landet, 1 100 km nordväst om huvudstaden Mexico City. El Aguajito ligger 213 meter över havet och antalet invånare är 194.
Terrängen runt El Aguajito är kuperad åt nordväst, men åt sydost är den platt. Runt El Aguajito är det glesbefolkat, med 18 invånare per kvadratkilometer. Närmaste större samhälle är Bacubirito, 5,3 km norr om El Aguajito. I omgivningarna runt El Aguajito växer huvudsakligen savannskog.